# 리전 필드
리전 필드(Legion Field)는 미국 앨라배마주 버밍햄에 위치한 미식축구 경기장이다. 과거 CFL 버밍햄 바라쿠더스와 XFL 버밍햄 선더볼츠 그리고 USFL 버밍햄 스탈리언스의 홈경기장으로 사용했다.